# Paul Ludwig Simon
Pour les articles homonymes, voir Simon.
Paul Ludwig Simon, né le 12 janvier 1771 à Berlin et mort le 14 février 1815 dans la même ville, est un architecte allemand

## Biographie
Paul Ludwig Simon naît le 12 janvier 1771 à Berlin. Il est professeur de physique à l'Académie d'architecture de Berlin.